# 불의 전차
《불의 전차》(영어: Chariots of Fire)는 1981년 개봉한 영국의 시대극 스포츠 드라마 영화이다. 1924년 하계 올림픽의 두 선수 에릭 리들, 해럴드 에이브럼스의 실제 이야기에 기반하였다. 콜린 웰런드가 각본을 맡고, 휴 허드슨이 감독했다. 벤 크로스, 이언 찰슨, 나이절 헤이버스, 이언 홈, 존 길구드, 앨리스 크리거 등이 출연하였으며, 케네스 브래나와 스티븐 프라이가 처음 등장한 영화이기도 하다.
1981년 제34회 칸 영화제 황금종려상 경쟁작이었으며 이언 홈이 남우 조연상을 받았다. 1982년 제54회 아카데미상에서 7개 부문에 후보 지명되었고 그중 작품상을 포함한 4개 부문을 수상하였다. 1999년 영국 영화 협회에서 선정한 최고의 영국 영화 100편 목록에서 19위에 오르기도 했다.

## 줄거리
계급에 기반한 편견과 종교로 분열된 1920년대 영국에서 두 영국 청년이 1924년 하계 올림픽 대표팀에 합류한다. 유대인 해럴드 에이브럼스는 반유대주의를 극복하지만 훈련에만 몰두하면서 연인 시빌을 등한시한다. 중국의 스코틀랜드인 선교사 가정에서 태어난 에릭 리들은 달리기를 통해 신의 영광을 찬미할 수 있다고 믿는 한편 종교적 신념으로 주일에는 훈련과 경기를 거부한다.

## 출연진
- 벤 크로스 - 해럴드 에이브럼스 역
- 이언 찰슨 - 에릭 리들 역
- 나이절 헤이버스 - 앤드루 린지 경 역: 에이브럼스의 케임브리지 친구. 데이비드 세실과 더글러스 로에 기초한 인물.
- 니컬러스 패럴 - 오브리 몬터규 역: 에이브럼스의 케임브리지 친구.
- 이언 홈 - 샘 머서비니 역: 전문 트레이너.
- 존 길구드 - 트리니티 칼리지 학장 역
- 린지 앤더슨 - 키스 칼리지 학장 역
- 셰릴 캠벨 - 제니 리들 역
- 앨리스 크리거 - 시빌 고든 역: 길버트와 설리번 클럽의 소프라노.
- 스트루언 로저 - 샌디 맥그래스 역
- 나이절 대븐포트 - 버컨헤드 경 역
- 데이비드 옐런드 - 웨일스 공 역
- 대니얼 제롤 - 헨리 스탤라드 역: 에이브럼스의 케임브리지 친구.
- 브래드 데이비스 - 잭슨 숄츠 역
- 데니스 크리스토퍼 - 찰리 패덕 역
- 리처드 그리피스 - 로저스 씨 역
- 이브 베네통 - 제오 앙드레 역
- 패트릭 도일 - 지미 역
- 케네스 브래나 - 케임브리지 학생 역 (크레디트 미기재)
- 스티븐 프라이 - 길버트와 설리번 클럽 가수 역 (크레디트 미기재)

## 2012년 런던 올림픽

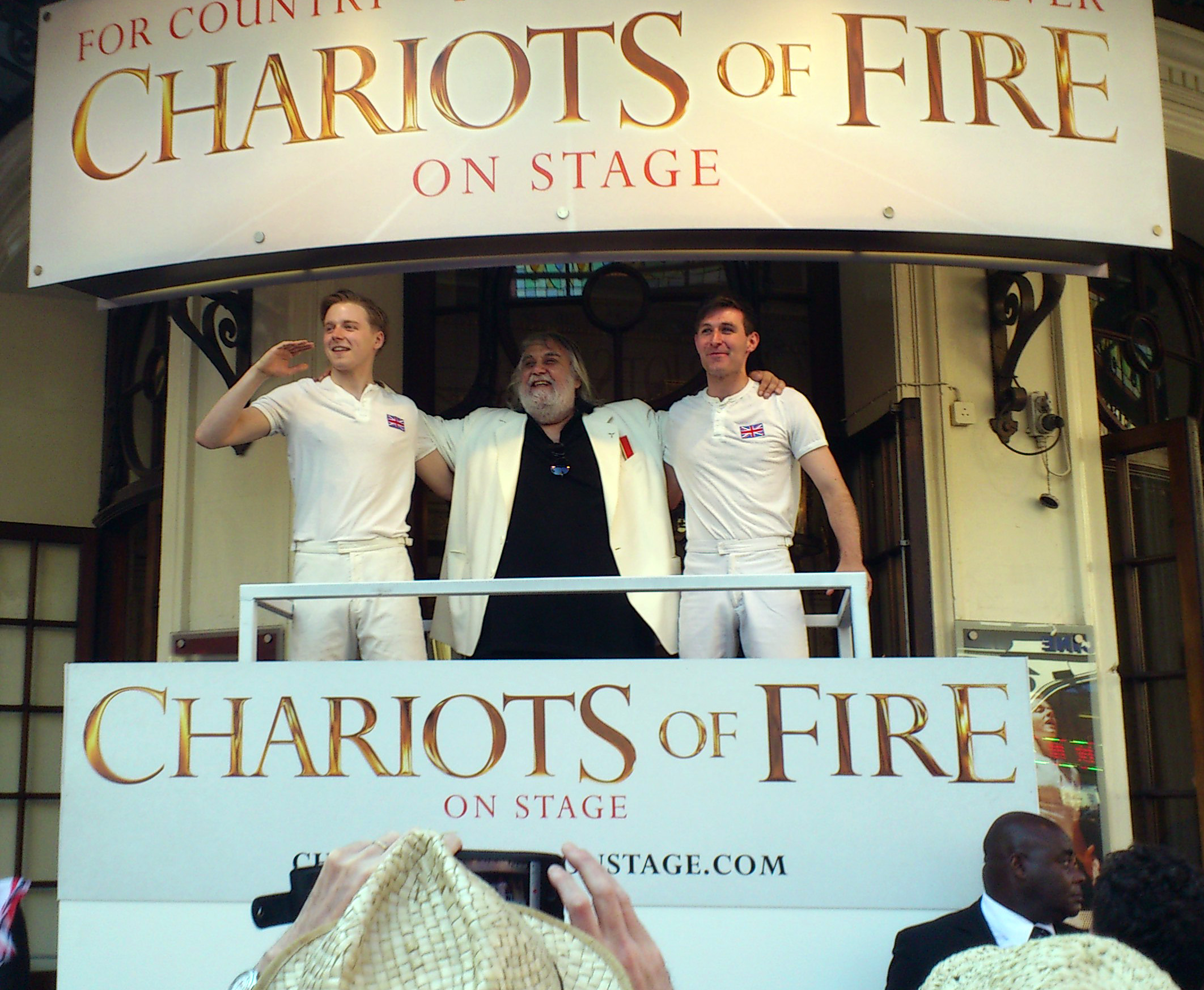
2012년 7월 작곡가 방겔리스와 함께 길구드 극장에서 성황 봉송을 지켜보는 연극판 《불의 전차》 주연 잭 로든, 제임스 매카들

2012년 하계 올림픽에서 홍보용 소재로 반복 사용되었으며, 개막식에서 미스터 빈 역으로 등장한 로언 앳킨슨이 영화 초반의 해변 달리기 장면이 포함된 스케치 코미디를 공연하는 가운데 사이먼 래틀의 지휘 하에 런던 교향악단이 주제곡을 연주하였다.

### 연극
감독 휴 허드슨의 제안으로 2012 올림픽을 기념하여 잭 로든과 제임스 매카들이 주연한 동명 연극이 제작되어 햄프스테드 극장에서 2012년 5월 9일부터 6월 16일까지, 웨스트엔드 길구드 극장에서 6월 23일부터 2013년 1월 5일까지 올라갔다. 방겔리스는 연극만을 위한 새로운 음악을 몇 곡 추가하였다.

## 한국 방영
한국에서는 1986년 1월 1일 《불처럼 달리는 사나이》라는 제목으로 KBS에서 첫 방송되었다. 이후 1995년 10월 15일 SBS에서 방송되었고, 2011년 대구광역시에서 개최된 2011년 세계 육상 선수권 대회를 기념하여 육상 경기를 소재로 하였다는 이유로 KBS에서 재더빙하여 방송하였다.
| KBS 첫 방송 성우진 (1986.01.01) - 김도현 - 에이브럼스 - 김종성 外 KBS 재방송 성우진 (2011.08.27) - 양석정 - 에이브럼스(벤 크로스) - 김일 - 에릭(이언 찰슨) - 황원 - 샘 코치(이언 홈) - 최흘 - 트리니티 학장(존 길구드) - 김규식 - 케디(제리 슬레빈) - 이봉준 - 버컨헤드(나이절 대븐포트) - 유동균 - 앤디(나이절 헤이버스) - 정훈석 - 오브리(니컬러스 패럴) - 임진응 - 왕자(데이비드 옐런드) - 서문석 - 수위장(리처드 그리피스) - 홍진욱 - 샌디(스트루언 로저) - 오수경 - 시빌(앨리스 크리거) - 방우호 - 스탤라드(대니얼 제롤) - 최정현 - 제니(셰릴 캠벨) | SBS 성우진 (1995년 10월 15일) - 이규화 - 해럴드(벤 크로스) - 김세한 - 에릭(이언 찰슨) - 김현직 - 송두석 - 이종오 - 김새영 - 이종구 - 임은정 - 유남희 - 유동현 - 이우신 - 김영훈 - 손원일 - 이승환 - 차명화 - 김민석 - 이재용 |  |